# Wysocko Wyżne (gmina)
Wysocko Wyżne – dawna gmina wiejska istniejąca w latach 1934–1939  w woj. lwowskim (dzisiejsze woj. podkarpackie/obwód lwowski). Siedzibą gminy było Wysocko Wyżne (obecnie wieś na Ukrainie).
Gmina zbiorowa Wysocko Wyżne została utworzona 1 sierpnia 1934 roku w powiecie turczańskim w woj. lwowskim z dotychczasowych jednostkowych gmin wiejskich: Libuchora i Wysocko Wyżne. 
Po wojnie obszar gminy został odłączony od Polski i włączony do Ukraińskiej SRR.